# Svenska mästerskapen i kortbanesimning 1976
Svenska mästerskapen i kortbanesimning 1976 avgjordes i Göteborg 1976. Det var den 24:e upplagan av kortbane-SM.

## Medaljsummering

### Herrar
| Gren            | Guld                          | Guld                          |
| 100 m frisim    | Dan Larsson 51,89             | Sundsvalls SS                 |
| 200 m frisim    | Dan Larsson 1.52,50           | Sundsvalls SS                 |
| 400 m frisim    | Peter Pettersson 3.58,53      | SK Laxen                      |
| 1500 m frisim   | Gary Andersson 15.48,47       | Norrköpings KK                |
| 100 m fjärilsim | Tommy Lindell 57,49           | Stockholmspolisens IF         |
| 200 m fjärilsim | Anders Bellbring 2.04,60      | Simklubben S02                |
| 100 m ryggsim   | Svante Zetterlund 59,4        | Karlskoga SS                  |
| 200 m ryggsim   | Bengt Svensson 2.06,81        | Upsala S                      |
| 100 m bröstsim  | Anders Norling 1.05,20        | Stockholmspolisens IF         |
| 200 m bröstsim  | Anders Norling 2.18,19        | Stockholmspolisens IF         |
| 200 m medley    | Anders Norling 2.08,58        | Stockholmspolisens IF         |
| 400 m medley    | Mikael Nyström 4.38,86        | SK Neptun                     |
| 4x100 m frisim  | Simklubben S02 3.29,11        | Simklubben S02 3.29,11        |
| 4x200 m frisim  | Simklubben S02 7.38,51        | Simklubben S02 7.38,51        |
| 4x100 m medley  | Stockholmspolisens IF 3.54,22 | Stockholmspolisens IF 3.54,22 |

### Damer
| Gren            | Guld                       | Guld                   |
| 100 m frisim    | Ida Hansson 58,20          | Simklubben S02         |
| 200 m frisim    | Pia Mårtensson 2.05,00     | Varbergs GIF           |
| 400 m frisim    | Gunilla Lundberg 4.23,02   | Borlänge SS            |
| 800 m frisim    | Gunilla Lundberg 9.01,87   | Borlänge SS            |
| 100 m fjärilsim | Gunilla Andersson 1.02,88  | SK Neptun              |
| 200 m fjärilsim | Gunilla Andersson 2.15,89  | SK Neptun              |
| 100 m ryggsim   | Gunilla Lundberg 1.06,73   | Borlänge SS            |
| 200 m ryggsim   | Gunilla Lundberg 2.19,51   | Umeå SS                |
| 100 m bröstsim  | Anette Fredriksson 1.13,43 | Simklubben S02         |
| 200 m bröstsim  | Ann-Sofie Roos 2.37,29     | Kristianstads SLS      |
| 200 m medley    | Diana Olsson 2.22,26       | Stockholmspolisens IF  |
| 400 m medley    | Ann-Sofie Roos 5.00,60     | Kristianstads SLS      |
| 4x100 m frisim  | Simklubben S02 3.58,31     | Simklubben S02 3.58,31 |
| 4x200 m frisim  | Borlänge SS 8.43,93        | Borlänge SS 8.43,93    |
| 4x100 m medley  | Simklubben S02 4.24,40     | Simklubben S02 4.24,40 |